# Američko numizmatičko društvo
Američko numizmatičko društvo američka je udruga posvećena proučavanju numizmatike. Osnovana je 1858. godine u New Yorku, gdje se i danas nalazi njezino sjedište. Društvo posjeduje najveću numizmatičku zbirku u Sjedinjenim Američkim Državama s više od 800.000 primjeraka novčanica i kovanica iz svih dijelova numizmatičke povijesti, posebno iz vremena Zlatne groznice koja je vladala Kalifornijom i dovela do proizvodnje kovanica različitih vrijednosti i veličina. Osim novca u knjižnici zbirke čuvaju se i čekovi, mjenice, bankarski papiri i vrednosnice, dionice i platne liste. Dio zbirke čine i športske medalje, državna odlikovanja i odličja.

## Vanjske poveznice
- Službene stranice Američkog numizmatičkog društva (engl.)